# Skilanglauf-Alpencup 2023/24
Der Skilanglauf-Alpencup 2023/24 war eine von der FIS organisierte Wettkampfserie, die zum Unterbau des Skilanglauf-Weltcups 2023/24 gehörte. Sie begann am 8. Dezember 2023 in Ulrichen und endete am 17. März 2024 in Toblach. Die Gesamtwertung der Männer gewann Rémi Bourdin und bei den Frauen wurde Marina Kälin Erste in der Gesamtwertung.

## Männer

### Resultate
| 1. Alpencup in Ulrichen, 8. bis 10. Dezember 2023 | 1. Alpencup in Ulrichen, 8. bis 10. Dezember 2023 | 1. Alpencup in Ulrichen, 8. bis 10. Dezember 2023 | 1. Alpencup in Ulrichen, 8. bis 10. Dezember 2023 | 1. Alpencup in Ulrichen, 8. bis 10. Dezember 2023 |
| ------------------------------------------------- | ------------------------------------------------- | ------------------------------------------------- | ------------------------------------------------- | ------------------------------------------------- |
| Datum                                             | Disziplin                                         | Erster Platz                                      | Zweiter Platz                                     | Dritter Platz                                     |
| 8. Dezember 2023                                  | Sprint klassisch                                  | Rémi Bourdin                                      | Victor Cullet                                     | Sabin Coupat                                      |
| 9. Dezember 2023                                  | 10 km klassisch                                   | Jonas Baumann                                     | Rémi Bourdin                                      | Giandomenico Salvadori                            |
| 10. Dezember 2023                                 | 20 km Freistil Massenstart                        | Fabrizio Albasini                                 | Antonin Savary                                    | Jonas Baumann                                     |

| 2. Alpencup in St. Ulrich am Pillersee, 21. und 22. Dezember 2023 | 2. Alpencup in St. Ulrich am Pillersee, 21. und 22. Dezember 2023 | 2. Alpencup in St. Ulrich am Pillersee, 21. und 22. Dezember 2023 | 2. Alpencup in St. Ulrich am Pillersee, 21. und 22. Dezember 2023 | 2. Alpencup in St. Ulrich am Pillersee, 21. und 22. Dezember 2023 |
| ----------------------------------------------------------------- | ----------------------------------------------------------------- | ----------------------------------------------------------------- | ----------------------------------------------------------------- | ----------------------------------------------------------------- |
| Datum                                                             | Disziplin                                                         | Erster Platz                                                      | Zweiter Platz                                                     | Dritter Platz                                                     |
| 21. Dezember 2023                                                 | Sprint Freistil                                                   | Martino Carollo                                                   | Rémi Bourdin                                                      | Elias Keck                                                        |
| 22. Dezember 2023                                                 | 10 km klassisch                                                   | Maurice Manificat                                                 | Dietmar Nöckler                                                   | Nicola Wigger                                                     |

| 3. Alpencup in Oberwiesenthal, 5. bis 7. Januar 2024 | 3. Alpencup in Oberwiesenthal, 5. bis 7. Januar 2024 | 3. Alpencup in Oberwiesenthal, 5. bis 7. Januar 2024 | 3. Alpencup in Oberwiesenthal, 5. bis 7. Januar 2024 | 3. Alpencup in Oberwiesenthal, 5. bis 7. Januar 2024 |
| ---------------------------------------------------- | ---------------------------------------------------- | ---------------------------------------------------- | ---------------------------------------------------- | ---------------------------------------------------- |
| Datum                                                | Disziplin                                            | Erster Platz                                         | Zweiter Platz                                        | Dritter Platz                                        |
| 5. Januar 2024                                       | Sprint Freistil                                      | Alessandro Chiocchetti                               | Simone Mocellini                                     | Sabin Coupat                                         |
| 6. Januar 2024                                       | 20 km Freistil Massenstart                           | Simone Mocellini                                     | Alessandro Chiocchetti                               | Sabin Coupat                                         |
| 7. Januar 2024                                       | 10 km klassisch                                      | Mathis Desloges                                      | Max Göther                                           | Julien Arnaud                                        |

| 4. Alpencup in Jakuszyce, 20. und 21. Januar 2024 | 4. Alpencup in Jakuszyce, 20. und 21. Januar 2024 | 4. Alpencup in Jakuszyce, 20. und 21. Januar 2024 | 4. Alpencup in Jakuszyce, 20. und 21. Januar 2024 | 4. Alpencup in Jakuszyce, 20. und 21. Januar 2024 |
| ------------------------------------------------- | ------------------------------------------------- | ------------------------------------------------- | ------------------------------------------------- | ------------------------------------------------- |
| Datum                                             | Disziplin                                         | Erster Platz                                      | Zweiter Platz                                     | Dritter Platz                                     |
| 20. Januar 2024                                   | 10 km Freistil                                    | Mikael Abram                                      | Martino Carollo                                   | Andrea Zorzi                                      |
| 21. Januar 2024                                   | 20 km klassisch Massenstart                       | Korbinian Heiland                                 | Martino Carollo                                   | Jakob Walther                                     |

| 5. Alpencup in Schilpario, 24. und 25. Februar 2024 | 5. Alpencup in Schilpario, 24. und 25. Februar 2024 | 5. Alpencup in Schilpario, 24. und 25. Februar 2024 | 5. Alpencup in Schilpario, 24. und 25. Februar 2024 | 5. Alpencup in Schilpario, 24. und 25. Februar 2024 |
| --------------------------------------------------- | --------------------------------------------------- | --------------------------------------------------- | --------------------------------------------------- | --------------------------------------------------- |
| Datum                                               | Disziplin                                           | Erster Platz                                        | Zweiter Platz                                       | Dritter Platz                                       |
| 24. Februar 2024                                    | 10 km klassisch                                     | Rémi Bourdin                                        | Dietmar Nöckler                                     | Sabin Coupat                                        |
| 25. Februar 2024                                    | 20 km Freistil Verfolgung                           | Sabin Coupat                                        | Fabrizio Albasini                                   | Mathis Desloges                                     |

| 6. Alpencup in Toblach, 15. bis 17. März 2024 | 6. Alpencup in Toblach, 15. bis 17. März 2024 | 6. Alpencup in Toblach, 15. bis 17. März 2024 | 6. Alpencup in Toblach, 15. bis 17. März 2024 | 6. Alpencup in Toblach, 15. bis 17. März 2024 |
| --------------------------------------------- | --------------------------------------------- | --------------------------------------------- | --------------------------------------------- | --------------------------------------------- |
| Datum                                         | Disziplin                                     | Erster Platz                                  | Zweiter Platz                                 | Dritter Platz                                 |
| 15. März 2024                                 | Sprint klassisch                              | Rémi Bourdin                                  | Giacomo Gabrielli                             | Erwan Käser                                   |
| 16. März 2024                                 | 10 km Freistil                                | Giovanni Ticco                                | Giandomenico Salvadori                        | Martino Carollo                               |

### Gesamtwertung Männer
| Endstand (Top 10) |                        |        |
| \| Rang \| Name \| Punkte \| \| ---- \| ---------------------- \| ------ \| \| 1. \| Rémi Bourdin \| 621 \| \| 2. \| Sabin Coupat \| 525 \| \| 3. \| Mathis Desloges \| 387 \| \| 4. \| Martino Carollo \| 360 \| \| 5. \| Fabrizio Albasini \| 343 \| \| 6. \| Gaspard Rousset \| 322 \| \| 7. \| Giandomenico Salvadori \| 276 \| \| 8. \| Korbinian Heiland \| 258 \| \| 9. \| Alessandro Chiocchetti \| 248 \| \| 10. \| Julien Arnaud \| 234 \| |                        |        |
| Rang | Name                   | Punkte |
| 1. | Rémi Bourdin           | 621    |
| 2. | Sabin Coupat           | 525    |
| 3. | Mathis Desloges        | 387    |
| 4. | Martino Carollo        | 360    |
| 5. | Fabrizio Albasini      | 343    |
| 6. | Gaspard Rousset        | 322    |
| 7. | Giandomenico Salvadori | 276    |
| 8. | Korbinian Heiland      | 258    |
| 9. | Alessandro Chiocchetti | 248    |
| 10. | Julien Arnaud          | 234    |

## Frauen

### Resultate
| 1. Alpencup in Ulrichen, 8. bis 10. Dezember 2023 | 1. Alpencup in Ulrichen, 8. bis 10. Dezember 2023 | 1. Alpencup in Ulrichen, 8. bis 10. Dezember 2023 | 1. Alpencup in Ulrichen, 8. bis 10. Dezember 2023 | 1. Alpencup in Ulrichen, 8. bis 10. Dezember 2023 |
| ------------------------------------------------- | ------------------------------------------------- | ------------------------------------------------- | ------------------------------------------------- | ------------------------------------------------- |
| Datum                                             | Disziplin                                         | Erster Platz                                      | Zweiter Platz                                     | Dritter Platz                                     |
| 8. Dezember 2023                                  | Sprint klassisch                                  | Mélissa Gal                                       | Clémence Didierlaurent                            | Nicole Monsorno                                   |
| 9. Dezember 2023                                  | 10 km klassisch                                   | Mélissa Gal                                       | Giuliana Werro                                    | Martina Di Centa                                  |
| 10. Dezember 2023                                 | 10 km Freistil Massenstart                        | Mélissa Gal                                       | Maëlle Veyre                                      | Marina Kälin                                      |

| 2. Alpencup in St. Ulrich am Pillersee, 21. und 22. Dezember 2023 | 2. Alpencup in St. Ulrich am Pillersee, 21. und 22. Dezember 2023 | 2. Alpencup in St. Ulrich am Pillersee, 21. und 22. Dezember 2023 | 2. Alpencup in St. Ulrich am Pillersee, 21. und 22. Dezember 2023 | 2. Alpencup in St. Ulrich am Pillersee, 21. und 22. Dezember 2023 |
| ----------------------------------------------------------------- | ----------------------------------------------------------------- | ----------------------------------------------------------------- | ----------------------------------------------------------------- | ----------------------------------------------------------------- |
| Datum                                                             | Disziplin                                                         | Erster Platz                                                      | Zweiter Platz                                                     | Dritter Platz                                                     |
| 21. Dezember 2023                                                 | Sprint Freistil                                                   | Alina Meier                                                       | Nadja Kälin                                                       | Nicole Monsorno                                                   |
| 22. Dezember 2023                                                 | 10 km klassisch                                                   | Nadja Kälin                                                       | Iris De Martin Pinter                                             | Giuliana Werro                                                    |

| 3. Alpencup in Oberwiesenthal, 5. bis 7. Januar 2024 | 3. Alpencup in Oberwiesenthal, 5. bis 7. Januar 2024 | 3. Alpencup in Oberwiesenthal, 5. bis 7. Januar 2024 | 3. Alpencup in Oberwiesenthal, 5. bis 7. Januar 2024 | 3. Alpencup in Oberwiesenthal, 5. bis 7. Januar 2024 |
| ---------------------------------------------------- | ---------------------------------------------------- | ---------------------------------------------------- | ---------------------------------------------------- | ---------------------------------------------------- |
| Datum                                                | Disziplin                                            | Erster Platz                                         | Zweiter Platz                                        | Dritter Platz                                        |
| 5. Januar 2024                                       | Sprint Freistil                                      | Federica Cassol                                      | Anna-Maria Dietze                                    | Marina Kälin                                         |
| 6. Januar 2024                                       | 20 km Freistil Massenstart                           | Helen Hoffmann                                       | Lena Keck                                            | Anna-Maria Dietze                                    |
| 7. Januar 2024                                       | 10 km klassisch                                      | Helen Hoffmann                                       | Kaidy Kaasiku                                        | Theresa Fürstenberg                                  |

| 4. Alpencup in Jakuszyce, 20. und 21. Januar 2024 | 4. Alpencup in Jakuszyce, 20. und 21. Januar 2024 | 4. Alpencup in Jakuszyce, 20. und 21. Januar 2024 | 4. Alpencup in Jakuszyce, 20. und 21. Januar 2024 | 4. Alpencup in Jakuszyce, 20. und 21. Januar 2024 |
| ------------------------------------------------- | ------------------------------------------------- | ------------------------------------------------- | ------------------------------------------------- | ------------------------------------------------- |
| Datum                                             | Disziplin                                         | Erster Platz                                      | Zweiter Platz                                     | Dritter Platz                                     |
| 20. Januar 2024                                   | 10 km Freistil                                    | Martina Bellini                                   | Sara Hutter                                       | Amelie Hofmann                                    |
| 21. Januar 2024                                   | 20 km klassisch Massenstart                       | Martina Bellini                                   | Theresa Fürstenberg                               | Barbora Havlíčková                                |

| 5. Alpencup in Schilpario, 24. und 25. Februar 2024 | 5. Alpencup in Schilpario, 24. und 25. Februar 2024 | 5. Alpencup in Schilpario, 24. und 25. Februar 2024 | 5. Alpencup in Schilpario, 24. und 25. Februar 2024 | 5. Alpencup in Schilpario, 24. und 25. Februar 2024 |
| --------------------------------------------------- | --------------------------------------------------- | --------------------------------------------------- | --------------------------------------------------- | --------------------------------------------------- |
| Datum                                               | Disziplin                                           | Erster Platz                                        | Zweiter Platz                                       | Dritter Platz                                       |
| 24. Februar 2024                                    | 10 km klassisch                                     | Marina Kälin                                        | Julie Pierrel                                       | Helen Hoffmann                                      |
| 25. Februar 2024                                    | 10 km Freistil Verfolgung                           | Helen Hoffmann                                      | Marina Kälin                                        | Anja Weber                                          |

| 6. Alpencup in Toblach, 15. bis 17. März 2024 | 6. Alpencup in Toblach, 15. bis 17. März 2024 | 6. Alpencup in Toblach, 15. bis 17. März 2024 | 6. Alpencup in Toblach, 15. bis 17. März 2024 | 6. Alpencup in Toblach, 15. bis 17. März 2024 |
| --------------------------------------------- | --------------------------------------------- | --------------------------------------------- | --------------------------------------------- | --------------------------------------------- |
| Datum                                         | Disziplin                                     | Erster Platz                                  | Zweiter Platz                                 | Dritter Platz                                 |
| 15. März 2024                                 | Sprint klassisch                              | Mélissa Gal                                   | Marina Kälin                                  | Julie Pierrel                                 |
| 16. März 2024                                 | 10 km Freistil                                | Francesca Franchi                             | Nadine Laurent                                | Marina Kälin                                  |

### Gesamtwertung Frauen
| Endstand (Top 10) |                        |        |
| \| Rang \| Name \| Punkte \| \| ---- \| ---------------------- \| ------ \| \| 1. \| Marina Kälin \| 655 \| \| 2. \| Helen Hoffmann \| 537 \| \| 3. \| Nadine Laurent \| 497 \| \| 4. \| Julie Pierrel \| 469 \| \| 5. \| Mélissa Gal \| 455 \| \| 6. \| Clémence Didierlaurent \| 400 \| \| 7. \| Cloé Pagnier \| 388 \| \| 8. \| Giuliana Werro \| 362 \| \| 9. \| Theresa Fürstenberg \| 299 \| \| 10. \| Verena Veit \| 296 \| |                        |        |
| Rang | Name                   | Punkte |
| 1. | Marina Kälin           | 655    |
| 2. | Helen Hoffmann         | 537    |
| 3. | Nadine Laurent         | 497    |
| 4. | Julie Pierrel          | 469    |
| 5. | Mélissa Gal            | 455    |
| 6. | Clémence Didierlaurent | 400    |
| 7. | Cloé Pagnier           | 388    |
| 8. | Giuliana Werro         | 362    |
| 9. | Theresa Fürstenberg    | 299    |
| 10. | Verena Veit            | 296    |

## Mixed

### Resultate
| 6. Alpencup in Toblach, 15. bis 17. März 2024 | 6. Alpencup in Toblach, 15. bis 17. März 2024 | 6. Alpencup in Toblach, 15. bis 17. März 2024                                   | 6. Alpencup in Toblach, 15. bis 17. März 2024                                 | 6. Alpencup in Toblach, 15. bis 17. März 2024                         |
| --------------------------------------------- | --------------------------------------------- | ------------------------------------------------------------------------------- | ----------------------------------------------------------------------------- | --------------------------------------------------------------------- |
| Datum                                         | Disziplin                                     | Erster Platz                                                                    | Zweiter Platz                                                                 | Dritter Platz                                                         |
| 17. März 2024                                 | 4 × 7,5 km Mixed-Staffel                      | Italien IGiandomenico Salvadori Giovanni Ticco Francesca Franchi Nadine Laurent | Italien IILuca Del Fabbro Martino Carollo Martina Bellini Federica Sanfilippo | Schweiz ICandide Pralong Pierrick Cottier Giuliana Werro Marina Kälin |